# Таконайт (Міннесота)
Таконайт (англ. Taconite) — місто (англ. city) в США, в окрузі Ітаска штату Міннесота. Населення — 651 особа (2020).

## Географія
Таконайт розташований за координатами 47°19′49″ пн. ш. 93°21′40″ зх. д. / 47.33028° пн. ш. 93.36111° зх. д. (47.330271, -93.361084).  За даними Бюро перепису населення США в 2010 році місто мало площу 53,40 км², з яких 51,57 км² — суходіл та 1,83 км² — водойми. В 2017 році площа становила 76,72 км², з яких 72,42 км² — суходіл та 4,31 км² — водойми.

## Демографія
Згідно з переписом 2010 року, у місті мешкало 360 осіб у 151 домогосподарстві у складі 95 родин. Густота населення становила 7 осіб/км².  Було 162 помешкання (3/км²).
Расовий склад населення:
| - 90,8 % — білих - 1,9 % — корінних американців - 1,1 % — чорних або афроамериканців - 0,8 % — вихідців з тихоокеанських островів |

До двох чи більше рас належало 5,0 %. Частка іспаномовних становила 1,1 % від усіх жителів.
За віковим діапазоном населення розподілялося таким чином: 27,8 % — особи молодші 18 років, 60,3 % — особи у віці 18—64 років, 11,9 % — особи у віці 65 років та старші. Медіана віку мешканця становила 35,5 року. На 100 осіб жіночої статі у місті припадало 101,1 чоловіків;  на 100 жінок у віці від 18 років та старших — 104,7 чоловіків також старших 18 років.
Середній дохід на одне домашнє господарство  становив 58 275 доларів США (медіана — 54 808), а середній дохід на одну сім'ю — 63 018 доларів (медіана — 57 679). Медіана доходів становила 60 125 доларів для чоловіків та 32 250 доларів для жінок. За межею бідності перебувало 12,8 % осіб, у тому числі 11,2 % дітей у віці до 18 років та 10,1 % осіб у віці 65 років та старших.
Цивільне працевлаштоване населення становило 281 осіб. Основні галузі зайнятості: освіта, охорона здоров'я та соціальна допомога — 18,1 %, мистецтво, розваги та відпочинок — 11,0 %, сільське господарство, лісництво, риболовля — 11,0 %.